# Low Ackworth
Low Ackworth är en ort i Storbritannien.   Den ligger i distriktet Wakefield i grevskapet West Yorkshire i riksdelen England, i den centrala delen av landet, 250 km norr om huvudstaden London. Low Ackworth ligger 28 meter över havet och antalet invånare är 1 500.
Terrängen runt Low Ackworth är platt. Runt Low Ackworth är det ganska tätbefolkat, med 214 invånare per kvadratkilometer. Närmaste större samhälle är Wakefield, 12,0 km väster om Low Ackworth. Trakten runt Low Ackworth består till största delen av jordbruksmark.